# Citadelle de la dynastie Hô
La Citadelle de la dynastie Hô (1400-1407) (en vietnamien : Thành nhà Hồ ; appelée également Fort Tây Đô ou Fort de Tây Giai) est une ancienne cité impériale située dans la commune de Tây Giai, district de Vinh Loc, province de Thanh Hóa (150 km au sud de Ha Noi. Coordonnées : 20°4′40″N 105°36′17″E.
Construite en 1397 selon les principes du feng shui en grosses pierres taillées, cette citadelle témoigne de l'épanouissement du néoconfucianisme dans le Viêt Nam de la fin du XIVe siècle et de sa diffusion dans d'autres parties d'Extrême-Orient. Elle est de forme rectangulaire, avec des côtés nord-sud de 870,50 m et est-ouest de 883,50. Elle compte 4 portes d'entrée, la plus grande, celle du sud, faisant 15,17 m de long et 9,50 m de haut. En 1399, son constructeur Ho Quy Ly, un grand dignitaire de la cour des rois vietnamiens Trân, prit le pouvoir et y transféra la capitale de Thang Long, l'actuel Ha Noi. La citadelle a été détruite en 1407 lors d'une invasion chinoise des empereurs Ming, et est maintenant en ruine sauf pour les 4 portes ; on ne peut voir à l'intérieur que les fondations d'un palais et 2 dragons en pierre sculptée. 
Le 27 juin 2011, le site a été inscrit sur la liste du patrimoine mondial par l'UNESCO.